# 近藤博夫
近藤 博夫（こんどう ひろお、1888年（明治21年）10月9日 - 1966年（昭和41年）6月27日）は、日本の土木技術者。第11代大阪市長（1947年～1951年）。

## 経歴
旧制七高理科から京都帝国大学工学部土木工学科を卒業。大阪市役所に入り港湾部長・理事を歴任し、大林組に入り常務。また土木学会関西支部長などを務めた。
1947年の第1回統一地方選挙に日本社会党公認で大阪市長選挙に出馬、保守系の落合九一らを破って当選し1期務める。在任中には広く市民の声を聞くための公聴課を設置、ここで集めた市民の声が大阪市の戦災復興計画の策定に役立った。
1966年6月27日死去。享年77。